# (6979) Shigefumi
(6979) Shigefumi est un astéroïde de la ceinture principale.

## Description
(6979) Shigefumi est un astéroïde de la ceinture principale. Il fut découvert le 12 septembre 1993 à Kitami par Kin Endate et Kazuro Watanabe. Il présente une orbite caractérisée par un demi-grand axe de 2,65 UA, une excentricité de 0,22 et une inclinaison de 14,9° par rapport à l'écliptique.

## Compléments